# Магнус I (герцог Брауншвейг-Вольфенбюттеля)
Магнус I Благочестивый (нем. Magnus I. der Fromme; (ок. 1304 — 1369) — герцог Брауншвейг-Гёттингена в 1318—1345 годах (совместно с братьями), герцог Брауншвейг-Вольфенбюттеля с 1345 года из династии Вельфов, сын герцога Альбрехта II и его жены Риксы фон Верль.

## Биография
После смерти Альбрехта II герцогом Брауншвейг-Гёттингена стал его старший сын Отто. Младшие братья Магнус I и Эрнст I считались его соправителями.
Оттон умер в 1344 году бездетным. В следующем году Магнус и Эрнст поделили отцовское наследство. Эрнст получил Гёттинген, Магнус — Брауншвейг-Вольфенбюттель.
В 1327 году Магнус взял в жены Софию из дома Асканиев, которая по матери приходилась племянницей императору Людвигу IV Баварскому и имела наследственные права на марку Ландсберг.
В 1346 году началась пограничная война между Вольфенбюттелем и Магдебургским архиепископством. В обмен на помощь в этой войне Магнус продал марку Ландсберг маркграфу Фридриху II Мейсенскому. Однако в 1347 году архиепископ завоевал Шёнинген, и Магнус также был вынужден уступить ему Хётенслебен и некоторые другие земли.
В 1367 году Магнус присоединился к коалиции князей и вступил в войну с епископом Хальберштадта Герхардом фон Берг. В битве недалеко от Фармзена и Динклара он попал в плен и за своё освобождение был вынужден заплатить большой выкуп.

## Потомство
Жена: с 1327 София Бранденбургская (1300 — ок. 1356), дочь маркграфа Бранденбурга Генриха I и Агнессы Баварской. Дети:
- Матильда (ум. до 28 июня 1354); муж: Бернхард III (ок. 1300 — 20 августа 1348), князь Ангальт-Бернбурга
- Магнус II Торкватус (1328—1373), герцог Брауншвейг-Люнебурга с 1368
- Альбрехт II (ум. 14 апреля 1395), архиепископ Бремена с 1360
- Генрих (ум. после 28 января 1382), канонник в Хильдесхейме и Хальберштадте
- Оттон (ум. 16 января 1339)
- Людвиг I (до 1349 — 5 ноября 1367), герцог Брауншвейг-Люнебурга с 1355
- Агнес (ум. 1404) ∞ граф Генрих VII фон Хонштейн (ум. 1408)
- София (ок. 1340 — ок. 1394); муж: ранее 24 августа 1366 Дитрих V (ум. 1379), граф Гонштейна
- Эрнст (ум. в феврале 1385)

Также у Магнуса I было несколько незаконнорождённых детей от неизвестной по имени любовницы:
- Альбрехт (ум. после 1367)
- Генрих (ум. после 1367)
- Магнус (ум. после 1367)
- Оттон (ум. после 1367)